# كورادو بينديتي
كورادو بينديتي (بالإيطالية: Corrado Benedetti)‏ هو لاعب كرة قدم إيطالي في مركز الدفاع، ولد في 20 فبراير 1957 في تشيزينا في إيطاليا، وتوفي في 15 فبراير 2014 في سافينيانو سول روبيكوني في إيطاليا. شارك مع منتخب إيطاليا تحت 21 سنة لكرة القدم. أما مع النوادي، فقد لعب مع نادي بولونيا ونادي بيروجيا ونادي ترينتو ونادي تشيزينا ونادي كاتانيا ونادي ليفورنو.

## وصلات خارجية
- كورادو بينديتي على موقع قاعدة بيانات كرة القدم.إي يو (الإنجليزية)
- كورادو بينديتي على موقع عالم كرة القدم.نت (الإنجليزية)